# Kagghamra gård

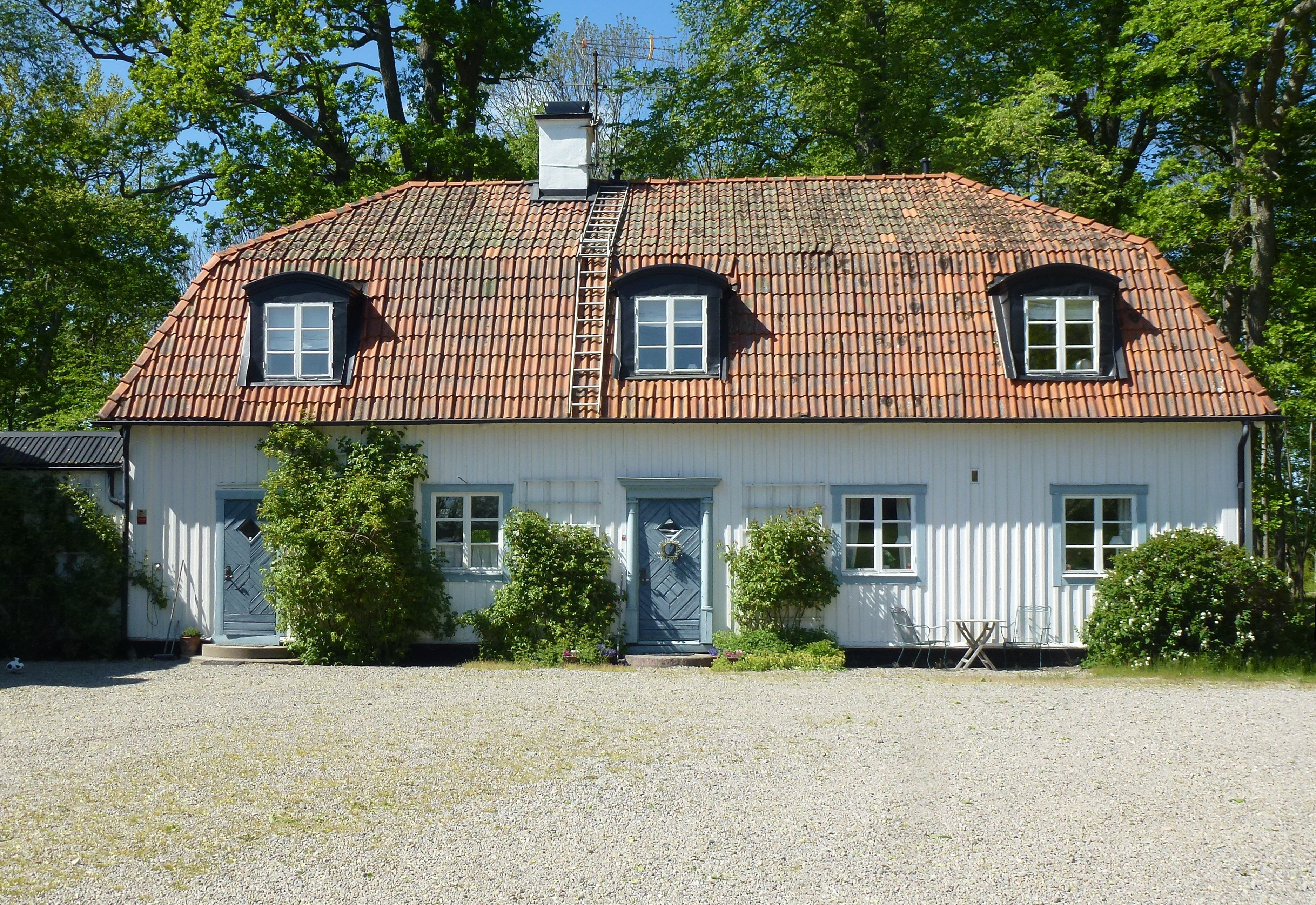
Kagghamra gårds huvudbyggnad i maj 2014.

Kagghamra gård (även kallad Sjöbergs säteri) är en herrgård och tidigare säteri vid nordöstra sidan om Kaggfjärden i Grödinge i Grödinge socken i Botkyrka kommun. I slutet av 1400-talet nämns egendomen första gången i skriftliga dokument. Nuvarande huvudbyggnad härrör från 1700-talets början. Söder om gården låg Sjöbergs varv där det byggdes tolv fartyg mellan 1880 och 1890. Mellan 1890 och 1928 nyttjades varvsarbetarnas bostäder som fattigstuga av Grödinge landskommun. Under 1900-talets första hälft ägdes gården av biokemisten Olof Arrhenius. 

## Historik

### Gården

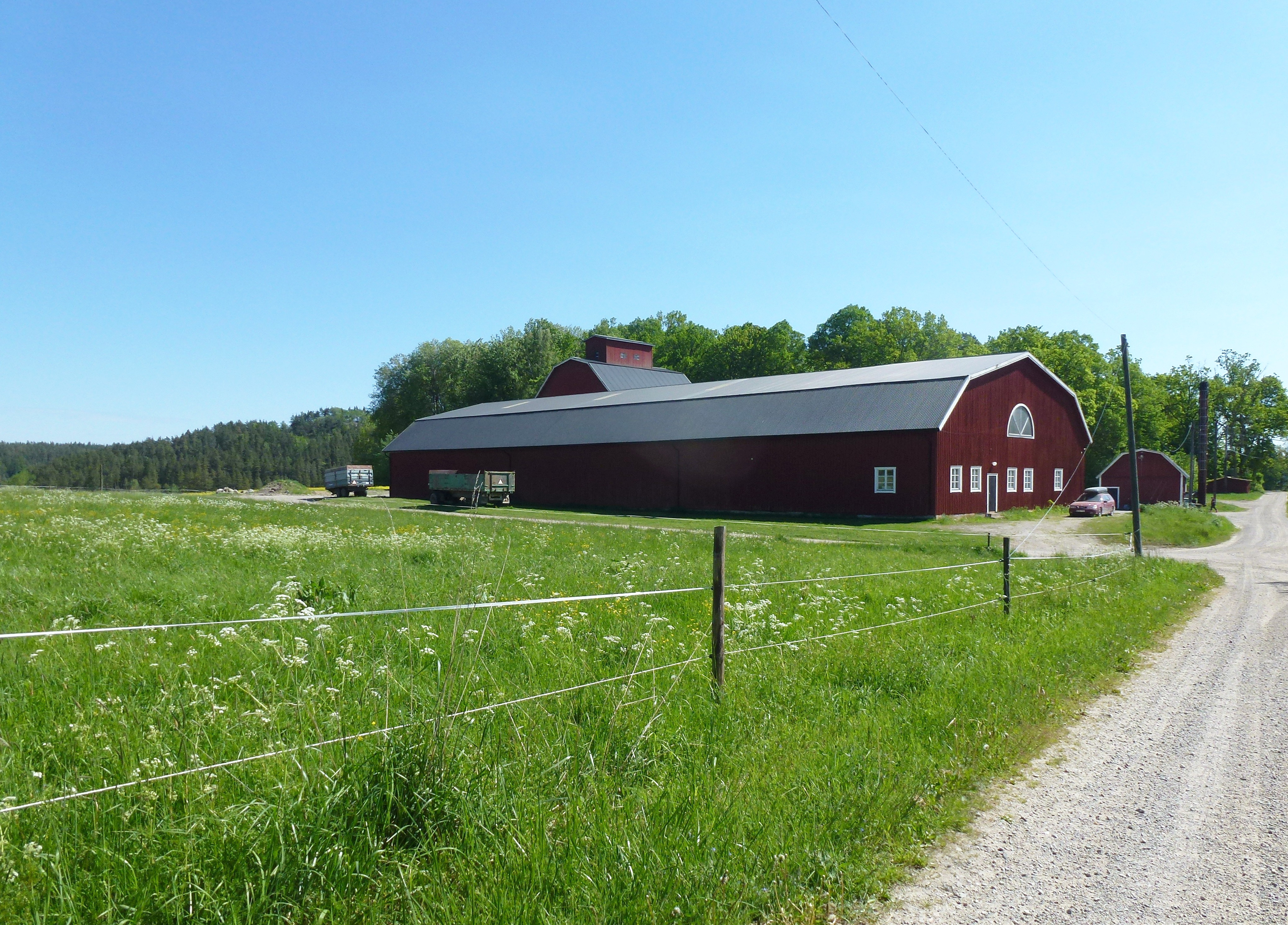
Några av gårdens ekonomibyggnader.

Hamra är ett gammalt ord för "hög höjd" och förekommer i många äldre ortnamn. Gården ligger i ett fornlämningsrikt kulturlandskap med fornborgar, gravfält och en övergiven bytomt efter Brubbhamra, som övergavs troligen i slutet av 1700-talet. Det tyder på en oavbruten bosättning i trakten alltsedan äldre järnåldern och gravfälten har troligen varit gårdsgravfält åt Brubbhamra och Kagghamra.
Gården har medeltida anor och erhöll i mitten av 1600-talet sätesfrihet. På 1680-talet kallades gården Sjöbergs säteri, då den fick sina formella rättigheter. Under den tiden bodde fru Catharina (Carin) Bååt av släkten Bååt och hennes arvinge Jacobina Lilliehöök på egendomen. År 1726 såldes gården till familjen Wattrang och det är troligt att nuvarande huvudbyggnad uppfördes några år senare, möjligen 1731.
Själva huvudbyggnaden är placerad högst upp i en sydsluttning med vidsträckt utsikt över Kaggfjärden. Huset är en vitmålat envåningsbyggnad i trä och formgiven i rokoko. Taket är brutet och valmat samt täckt med lertegel. Grunden efter ett äldre corps de logi från 1600-talet finns kvar på gården. Intill södra sidan flankeras huvudbyggnaden av en nyare flygel. På 1900-talet återtogs namnet Kagghamra på gården. Gårdens ekonomibyggnader ligger längre ner mot fjärden och syns knappt från huvudbyggnaden. 
Inom området återstår sex bevarade torp, placerade i skogsbrynen, längs med vägarna och i utkanten av jordbruksmarken. Hela södra delen av Kagghamra tomtområde med torpen Jakobsberg och Nyboda har tillhört Kagghamra gård och styckades av på 1960-talet. Idag ägs Kagghamra gård av familjen Fredin och gårdens 370 hektar åkermark brukas fortfarande storskaligt.

### Sjöbergs varv

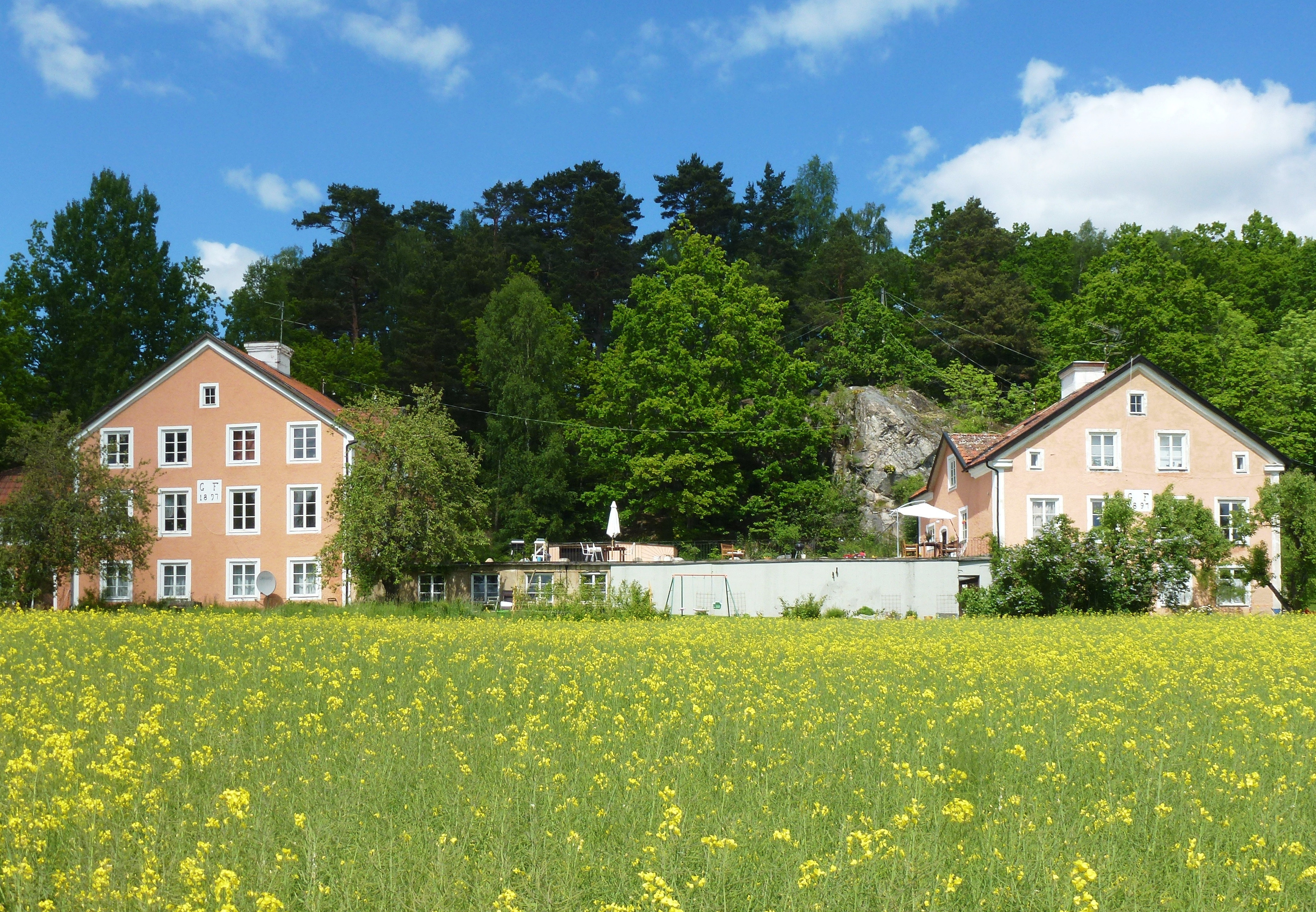
Arbetarbostäderna, 2014.

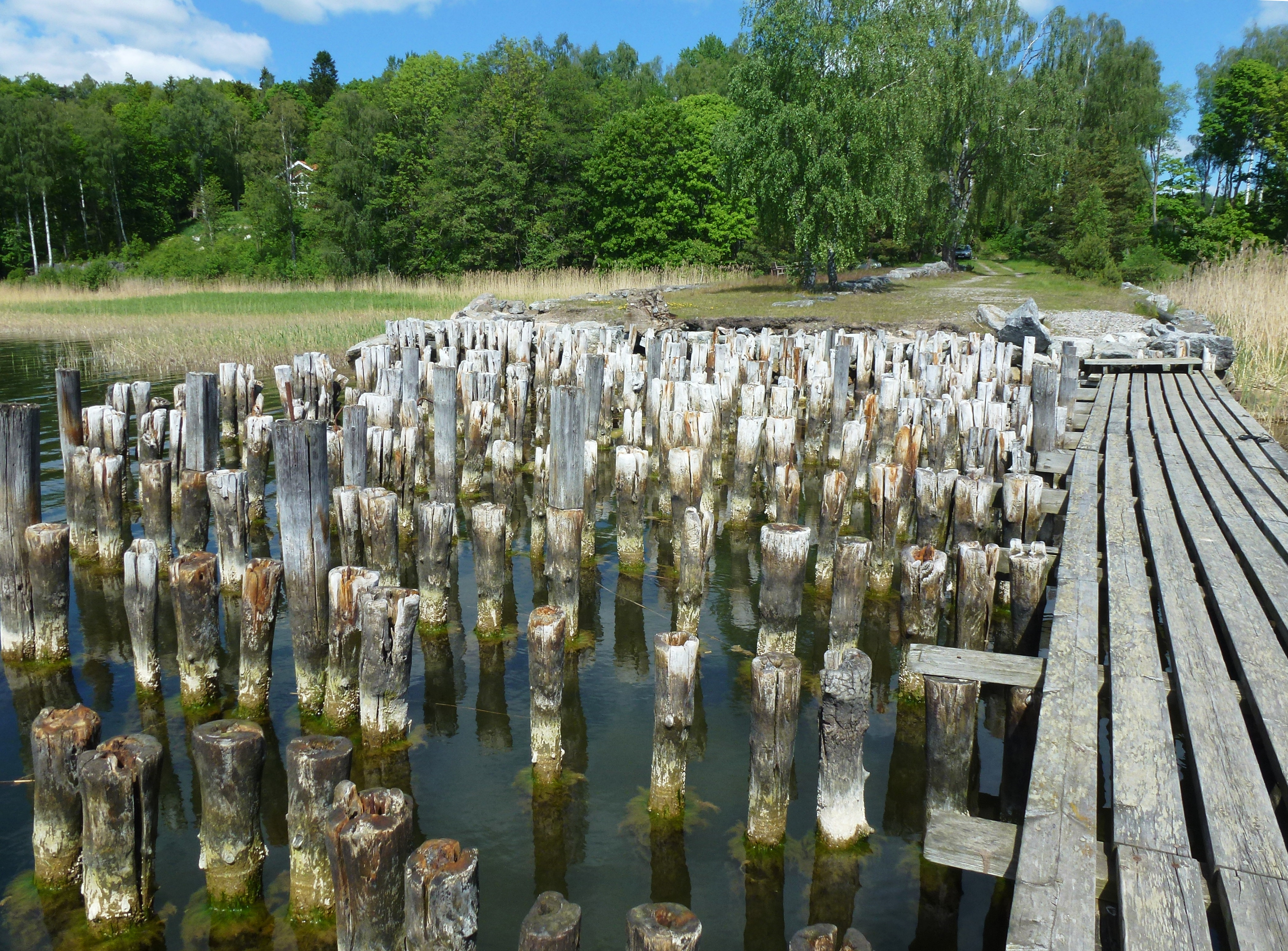
Varvets gamla stapelbädd, 2014.

År 1875 förvärvade  industrimannen och riksdagsmannen Gustaf Fritiof Cavallin (1830-1922) egendomen Sjöbergs säteri. Då inleddes med Sjöbergs varv en tidig men kortvarig industriverksamhet vid Kaggfjärden. Under några år uppfördes varvsbyggnader, magasin, tjänste- och arbetarbostäder. Teglet för byggnaderna brändes i fältugnar på gården. Vid Kaggfjärden anlades en 70 meter lång stapelbädd. Varvsverksamheten sysselsatte som mest omkring 100 personer.  
Under en period av tio år byggdes tolv fartyg, huvudsakligen ångfartyg med järnskrov. De två första fartygsbyggena från Sjöbergs varv var barkskeppen Frithiof och August, byggda 1880 respektive 1881. De var uppkallade efter förnamnen till varvets båda ägare: Frithiof Cawallin och grosshandlaren August Sundberg. Det första ångfartyget hette Thyra, ett bogser- och passagerarfartyg som sjösattes 1881 och användes för bogsering genom Södertälje kanal och persontransporter till och från varvet.
I början av 1890 gick varvets uppdrag starkt tillbaka och rörelsen lades ner. Arbetarbostäderna inköptes av Grödinge landsortskommun och förvandlades till fattighus för nio familjer fram till 1928. Den av Cawallin uppförda grosshandlarvillan med omfattande lövsågerier och stora rum brann ner 1923. Av varvet återstår rester av stapelbädden där man byggde ångfartygen. Medan de kvarvarande varvsbyggnader håller på att förfalla har de tidigare bostadshusen (senare fattighusen) nyligen genomgått en varsam renovering och är numera vanliga bostadshus.

### Gården under Olof Arrhenius
År 1925 köptes gården och dess egendomar av markforskaren och ekologen  Olof Arrhenius. Vid sidan om skötseln av Kagghamra gård, sysslade han med privatforskning. Han studerade ekologiska faktorer och variationer, samt arbetade med studier av åkermarkens fosforhalt. Arrhenius var även en hängiven hembygdsforskare med stort intresse för bland annat arkeologi. I det nedlagda fattighuset utarbetade han en metod för att spåra och ange läget för forntida boplatser. År 1941 donerade Arrhenius en del av sin mark vid Grindsjön till Militärfysiska institutet "för naturvetenskaplig forskning för försvarets behov".

## Bilder

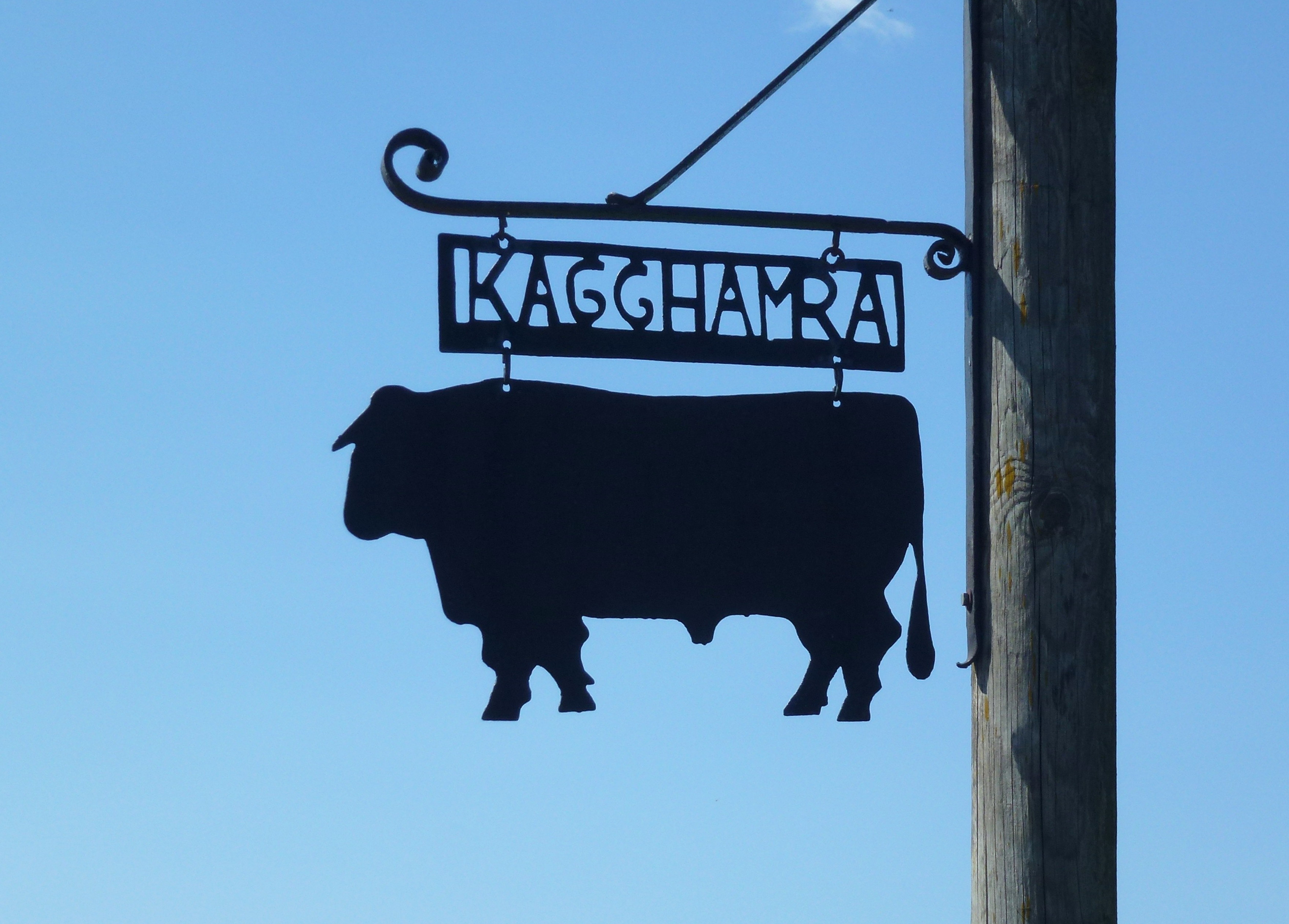
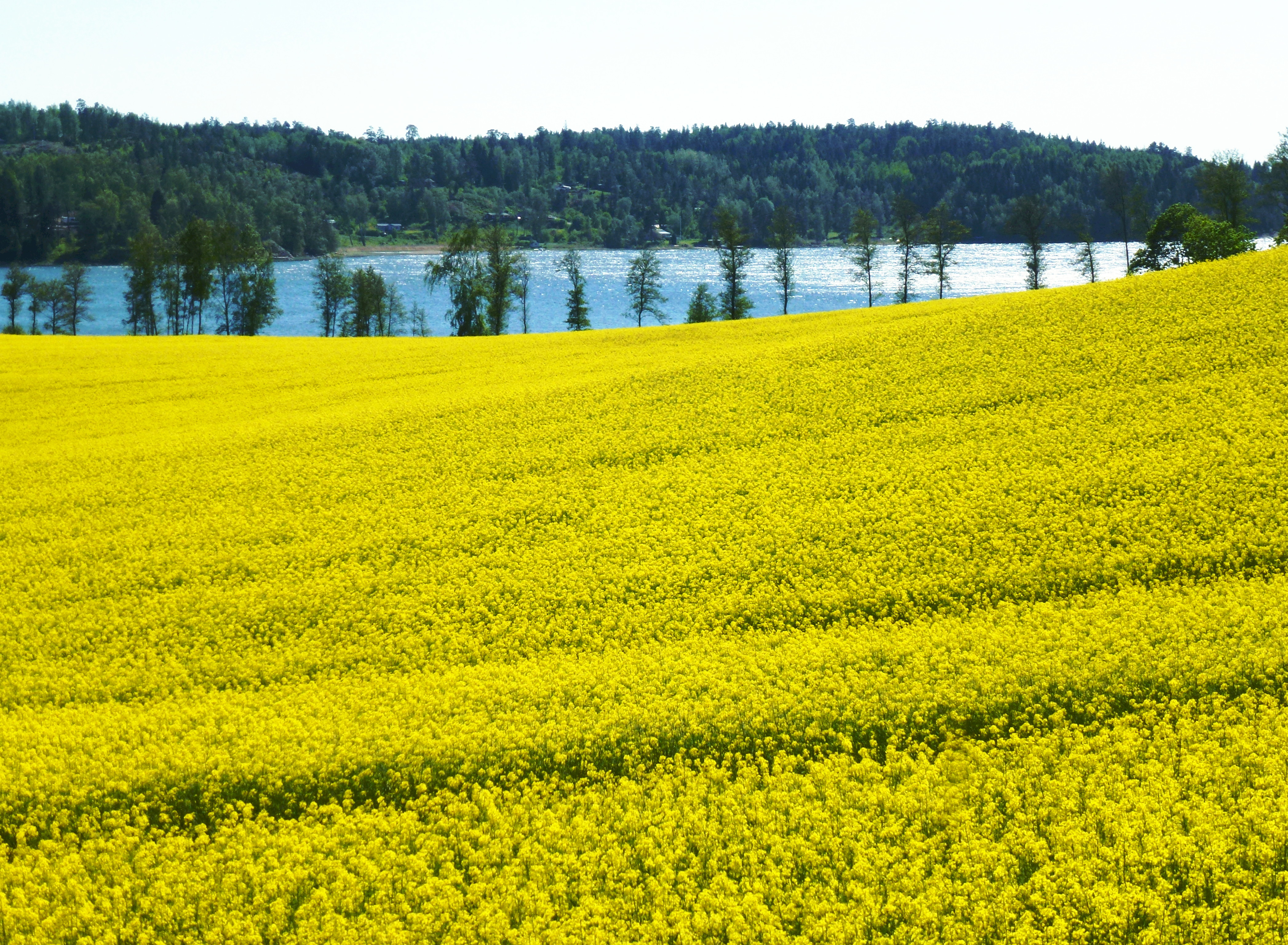
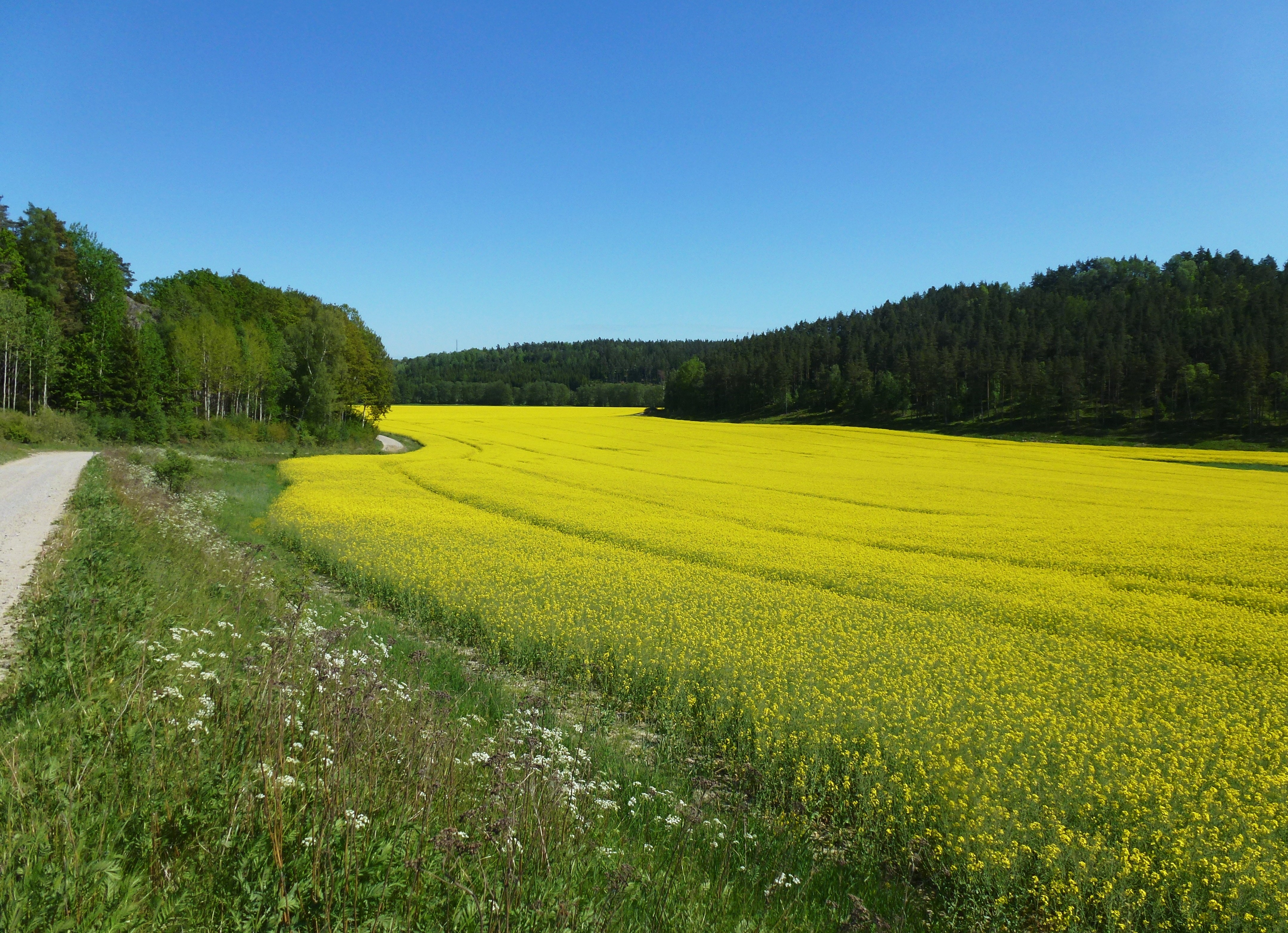
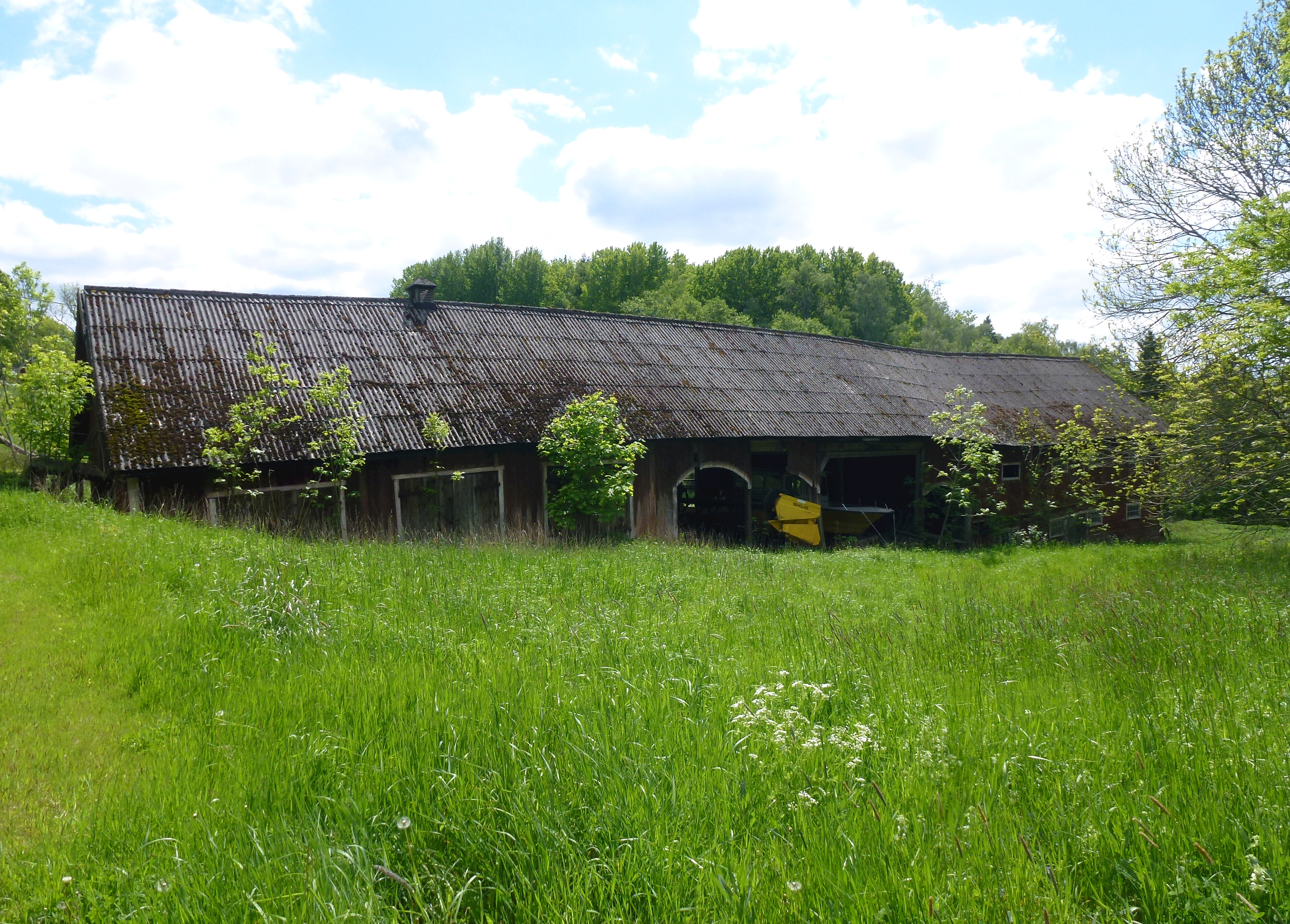